# Vĩnh Mỹ, Cà Mau
Vĩnh Mỹ là một xã thuộc tỉnh Cà Mau, Việt Nam.

## Địa lý
Xã Vĩnh Mỹ có vị trí địa lý:
- Phía đông và phía nam giáp xã Hòa Bình
- Phía tây giáp phường Láng Tròn
- Phía bắc giáp xã Châu Thới và xã Vĩnh Thanh.

Xã Vĩnh Mỹ có 115,78 km², dân số năm 2024 là 52.287 người, mật độ dân số đạt 451 người/km².

## Lịch sử
Xã Vĩnh Mỹ B được thành lập vào những thập niên 60, tiền thân của xã Vĩnh Mỹ. Xã Vĩnh Mỹ B là xã anh hùng trong thời kỳ kháng chiến chống Mỹ xâm lược đã được Chủ tịch nước công nhận.
Tên của xã Minh Diệu được người dân lấy tên 2 liệt sĩ đã anh dũng hy sinh trong thời kỳ kháng chiến chống Pháp đặt tên cho xã là Minh – Diệu.
Năm 1970, xã Vĩnh Mỹ B thuộc quận Giá Rai.
Sau năm 1975, xã Minh Diệu và xã Vĩnh Mỹ B thuộc huyện Vĩnh Lợi, tỉnh Bạc Liêu.
Ngày 20 tháng 9 năm 1975, Bộ Chính trị ban hành Nghị quyết số 245-NQ/TW về việc hợp nhất tỉnh Bạc Liêu, tỉnh Cà Mau và hai huyện An Biên, Vĩnh Thuận (ngoại trừ 2 xã Đông Yên và Tây Yên) của tỉnh Rạch Giá thành một tỉnh mới, tên gọi tỉnh mới cùng với nơi đặt tỉnh lỵ sẽ do địa phương đề nghị lên.
Ngày 20 tháng 12 năm 1975, Bộ Chính trị ban hành Nghị quyết số 19/NQ về việc hợp nhất tỉnh Bạc Liêu và tỉnh Cà Mau thành một tỉnh mới, tên gọi tỉnh mới cùng với nơi đặt tỉnh lỵ sẽ do địa phương đề nghị lên.
Ngày 24 tháng 2 năm 1976, Chính phủ Cách mạng Lâm thời Cộng hòa miền Nam Việt Nam ban hành Nghị định số 3/NQ/1976 về việc hợp nhất tỉnh Bạc Liêu và tỉnh Cà Mau thành một tỉnh mới, lấy tên là tỉnh Bạc Liêu – Cà Mau. Xã Minh Diệu và xã Vĩnh Mỹ B thuộc huyện Vĩnh Lợi, tỉnh Bạc Liêu – Cà Mau.
Ngày 10 tháng 3 năm 1976, Chính phủ ban hành Nghị quyết về việc thành lập tỉnh Minh Hải trên cơ sở đổi tên tỉnh Bạc Liêu – Cà Mau. Xã Minh Diệu và xã Vĩnh Mỹ B thuộc huyện Vĩnh Lợi, tỉnh Minh Hải.
Ngày 25 tháng 7 năm 1979, Hội đồng Bộ trưởng ban hành Quyết định số 275-CP về việc:
- Chia xã Minh Diệu thành xã Minh Diệu và xã Minh Tân.
- Chia xã Vĩnh Mỹ B thành 3 xã: Vĩnh Mỹ B, Vĩnh Bình, Vĩnh An.

Ngày 14 tháng 2 năm 1987, Hội đồng Bộ trưởng ban hành Quyết định số 33B-HĐBT về việc:
- Sáp nhập xã Vĩnh An vào xã Vĩnh Mỹ B và tách một phần diện tích và dân số của xã Vĩnh Mỹ B để sáp nhập vào xã Minh Diệu.
- Sáp nhập xã Minh Tân vào xã Vĩnh Bình và tách một phần diện tích và dân số của hai xã này để sáp nhập vào xã Minh Diệu và xã Vĩnh Hùng.
- Tách một phần diện tích và dân số của xã Minh Tân để sáp nhập vào xã Vĩnh Hưng.
- Tách một phần diện tích và dân số của xã Minh Diệu để sáp nhập vào xã Long Thạnh.

Sau khi phân vạch, điều chỉnh địa giới hành chính:
- Xã Minh Diệu có 3.506 hécta đất và 3.914 nhân khẩu.
- Xã Vĩnh Bình có 3.423 hécta đất và 1.760 nhân khẩu.
- Xã Vĩnh Mỹ B có 4.195 hécta đất và 10.983 nhân khẩu.

Ngày 6 tháng 11 năm 1996, Quốc hội ban hành Nghị quyết về việc chia tỉnh Minh Hải thành tỉnh Bạc Liêu và tỉnh Cà Mau. Khi đó, xã Minh Diệu, xã Vĩnh Bình, xã Vĩnh Mỹ B huyện Vĩnh Lợi thuộc tỉnh Bạc Liêu.
Ngày 26 tháng 7 năm 2005, Chính phủ ban hành Nghị định số 96/2005/NĐ-CP về việc:
- Thành lập huyện Hòa Bình thuộc tỉnh Bạc Liêu.
- Chuyển xã Minh Diệu, xã Vĩnh Bình, xã Vĩnh Mỹ B thuộc huyện Vĩnh Lợi về huyện Hòa Bình mới thành lập quản lý.

Ngày 23 tháng 11 năm 2020, HĐND tỉnh Bạc Liêu ban hành Nghị quyết số 30/NQ-HĐND về việc sáp nhập Ấp 20 vào Ấp 17 và Ấp 19 thuộc xã Vĩnh Bình.
Tính đến ngày 31/12/2024:
- Xã Minh Diệu có 12 ấp: 21, 33, 36, 37, 38, Cá Rô, Hậu Bối 1, Hậu Bối 2, Nam Hưng, Ninh Lợi, Trà Co, Tràm I (Tràm Một).
- Xã Vĩnh Bình có 9 ấp: 17, 18, 19, Kế Phòng, Minh Hòa, Mỹ Phú Nam, Ninh Lợi, Thanh Sơn, Thạnh Hưng 2.
- Xã Vĩnh Mỹ B có 8 ấp: 14, 15, An Khoa, An Nghiệp, An Thành, Bình Minh, Đồng Lớn I, Đồng Lớn II.

Ngày 12 tháng 6 năm 2025, Quốc hội ban hành Nghị quyết số 202/2025/QH15 về việc sắp xếp đơn vị hành chính cấp tỉnh (nghị quyết có hiệu lực từ ngày 12 tháng 6 năm 2025). Theo đó, sáp nhập tỉnh Bạc Liêu vào tỉnh Cà Mau.
Ngày 16 tháng 6 năm 2025, Ủy ban Thường vụ Quốc hội ban hành Nghị quyết số 1655/NQ-UBTVQH15 về việc sắp xếp các đơn vị hành chính cấp xã của tỉnh Cà Mau năm 2025 (nghị quyết có hiệu lực từ ngày 16 tháng 6 năm 2025). Theo đó, thành lập xã Vĩnh Mỹ thuộc tỉnh Cà Mau trên cơ sở toàn bộ 40,72 km² diện tích tự nhiên, quy mô dân số là 15.558 người của xã Minh Diệu; toàn bộ 38,73 km² diện tích tự nhiên, quy mô dân số là 17.939 người của xã Vĩnh Bình và toàn bộ 36,33 km² diện tích tự nhiên, quy mô dân số là 18.790 người của xã Vĩnh Mỹ B thuộc huyện Hòa Bình, tỉnh Bạc Liêu.
Xã Vĩnh Mỹ có 115,78 km² diện tích tự nhiên và quy mô dân số là 52.287 người.

## Văn hóa
Lễ Kỳ Yên của Đình Đồng Lớn I vào ngày 16/2 âm lịch là lễ hội lớn nhất của xã.
Một số cơ sở thờ tự trên địa bàn xã:
- Chùa Quan Âm
- Chùa Giác Tánh
- Tịnh Xá Bửu An
- Nhà Thờ Vĩnh Hiệp.